# Дервас, Йозеф
Йозеф («Йеф») Дервас (нидерл. Joseph Dervaes; 27 октября 1906, коммуна Веттерен, провинция Восточная Фландрия,Бельгия — 12 апреля 1986, Антверпен, Бельгия) — бельгийский профессиональный шоссейный велогонщик в 1926—1936 годах.  Чемпион Бельгии в групповой гонке (1928). Победитель однодневных велогонок: Схелдепрейс (1926, 1928), Тур Фландрии (1929).

## Достижения
1926
1-й Схелдепрейс
9-й Тур Бельгии — Генеральная классификация
1927
3-й Тур Бельгии — Генеральная классификация
1928
1-й  Чемпион Бельгии — Групповая гонка
1-й Схелдепрейс
1-й De Drie Zustersteden
2-й Схал Селс
4-й Чемпионат мира — Групповая гонка (проф.)
6-й Париж — Тур
1929
1-й Тур Фландрии
1-й De Drie Zustersteden
1-й 1-meiprijs - Ere-Prijs Vic De Bruyne
4-й Чемпионат мира — Групповая гонка (проф.)
1930
1-й 1-meiprijs - Ere-Prijs Vic De Bruyne
2-й Чемпионат Бельгии — Групповая гонка
1931
1-й 1-meiprijs - Ere-Prijs Vic De Bruyne
1-й Париж — Лилль